# End of Nations
End of Nations (tạm dịch: Thế giới tận thế) là trò chơi máy tính thuộc thể loại chiến thuật trực tuyến (MMORTS) sắp ra mắt ở Bắc Mỹ và châu Âu vào năm 2012 do hãng Petroglyph Games (công ty do những cựu thành viên của Westwood Studios sáng lập) phát triển và Trion Worlds phát hành cho hệ điều hành Microsoft Windows.
End of Nations được dự kiến sẽ kết hợp hành động và tính chiến thuật truyền thống của một trò chơi chiến thuật thời gian thực (RTS) với các tính năng kiên trì, tiến triển và xã hội của một trò chơi trực tuyến nhiều người chơi (MMO), người chơi sẽ được trải nghiệm không khí chiến trận của chiến tranh thế giới với sự tham gia của đủ mọi loại binh chủng trong game. Đặc biệt, trò chơi này cho phép 50 người cùng tham gia vào một trận chiến.
End of Nations được lên kế hoạch kết hợp các yếu tố MMO truyền thống bao gồm cả một thế giới liên tục rộng lớn, sự tiến triển nhân vật, lựa chọn lớp nhân vật, chế đồ và chức năng bang hội. Game dự đoán sẽ bao gồm tính năng PvE, PvP và lối chơi hợp tác. Trò chơi được thiết kế dựa trên yếu tố cốt lõi là chiến thuật nhằm tạo nên một sân chơi công bằng cho tất cả người chơi. Cửa hàng trong game chỉ bán một số đồ dùng cơ bản và không có chuyện ai nhiều tiền thì thắng. 
Ngày 11 tháng 8 năm 2011, nhà sản xuất thông báo rằng trò chơi sẽ được phát hành như là một tựa game miễn phí giờ chơi không phải thu phí, cũng như có sự lựa chọn thuê bao truyền thống.